# Rune Erland
Rune Erland (født 25. august 1968) er en norsk håndboldspiller. Han spillede 129 kampe og scorede 479 mål for Norges håndboldlandshold mellem 1987 og 1997. Han deltog også under VM 1993 hvor holdet kom på en 13.-plads.